# Channa barca
Channa barca ist eine seltene, in Nordindien und Bangladesch vorkommende Art der Schlangenkopffische. Der Typenfundort ist der Brahmaputra-Fluss (bei Goyalpara in Assam, Indien).  

## Merkmale
Channa barca zählt zu den größten Schlangenkopffischen und kann Körperlängen von 90 bis 105 cm erreichen. Sein Maul ist groß, die Schwanzflosse abgerundet. Die Anzahl der Wirbel liegt bei 56. Rücken und Seiten und die rötlichen Brustflossen sind mit zahlreichen schwarzen Punkten gemustert. Vor der Rückenflosse zählt man 15 bis 16 Schuppen, oberhalb der Seitenlinie 5,5 bis 6,5 und entlang der Seitenlinie 62 bis 63. Zwei große Rundschuppen findet man auf jeder Seite der Unterkieferunterseite.
- Flossenformel: Dorsale 50–51, Anale 33–34.

Channa barca gräbt senkrechte Wohnröhren in den Böden seiner Wohngewässer.

## Erstbeschreibung
- Francis Hamilton 1822: An account of the fishes found in the river Ganges and its branches. Edinburgh, and London 1822.